# Hudební festival Woodstock

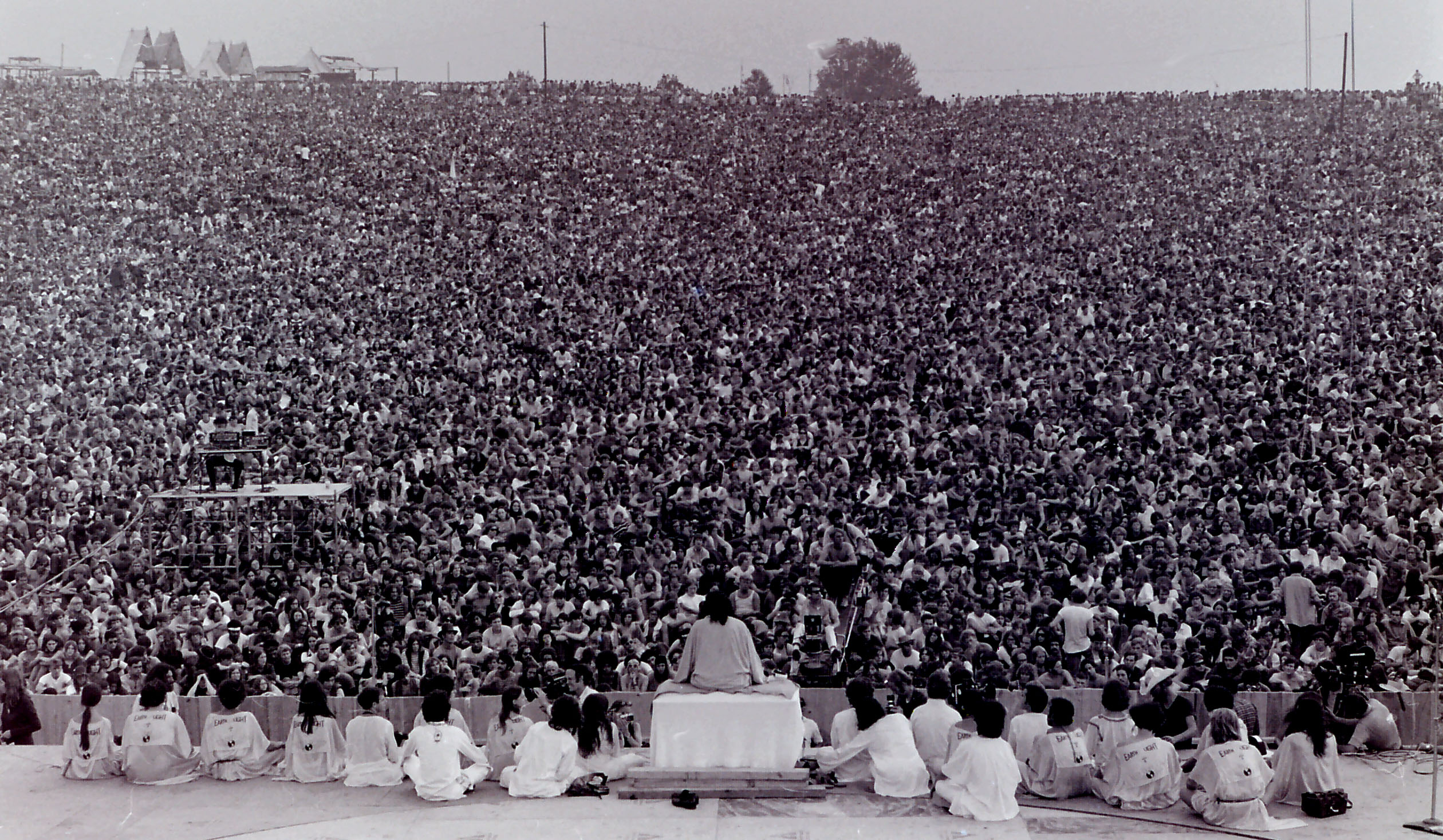
Momentka ze 17. srpna

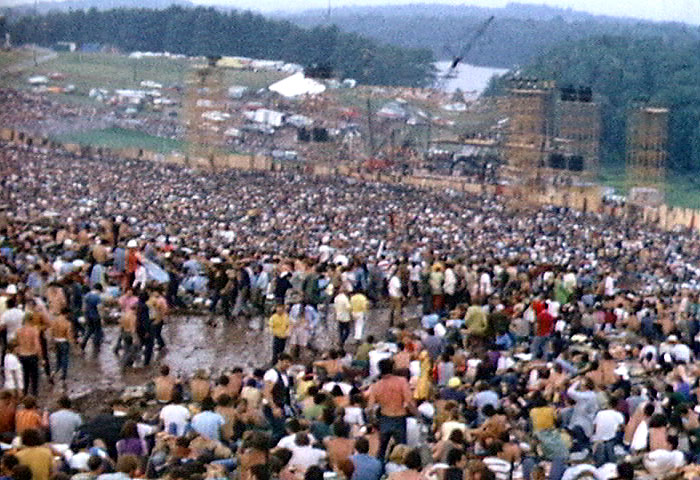
Momentka z festivalu v roce 1969

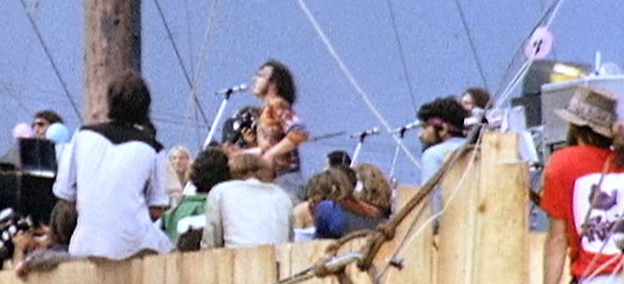
Joe Cocker

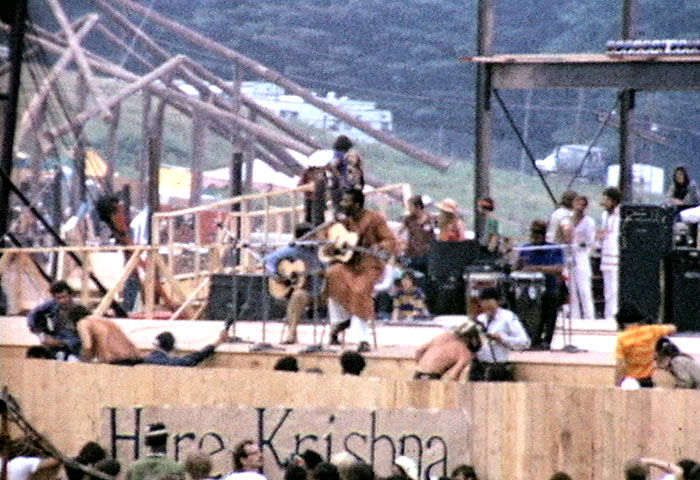
Richie Havens

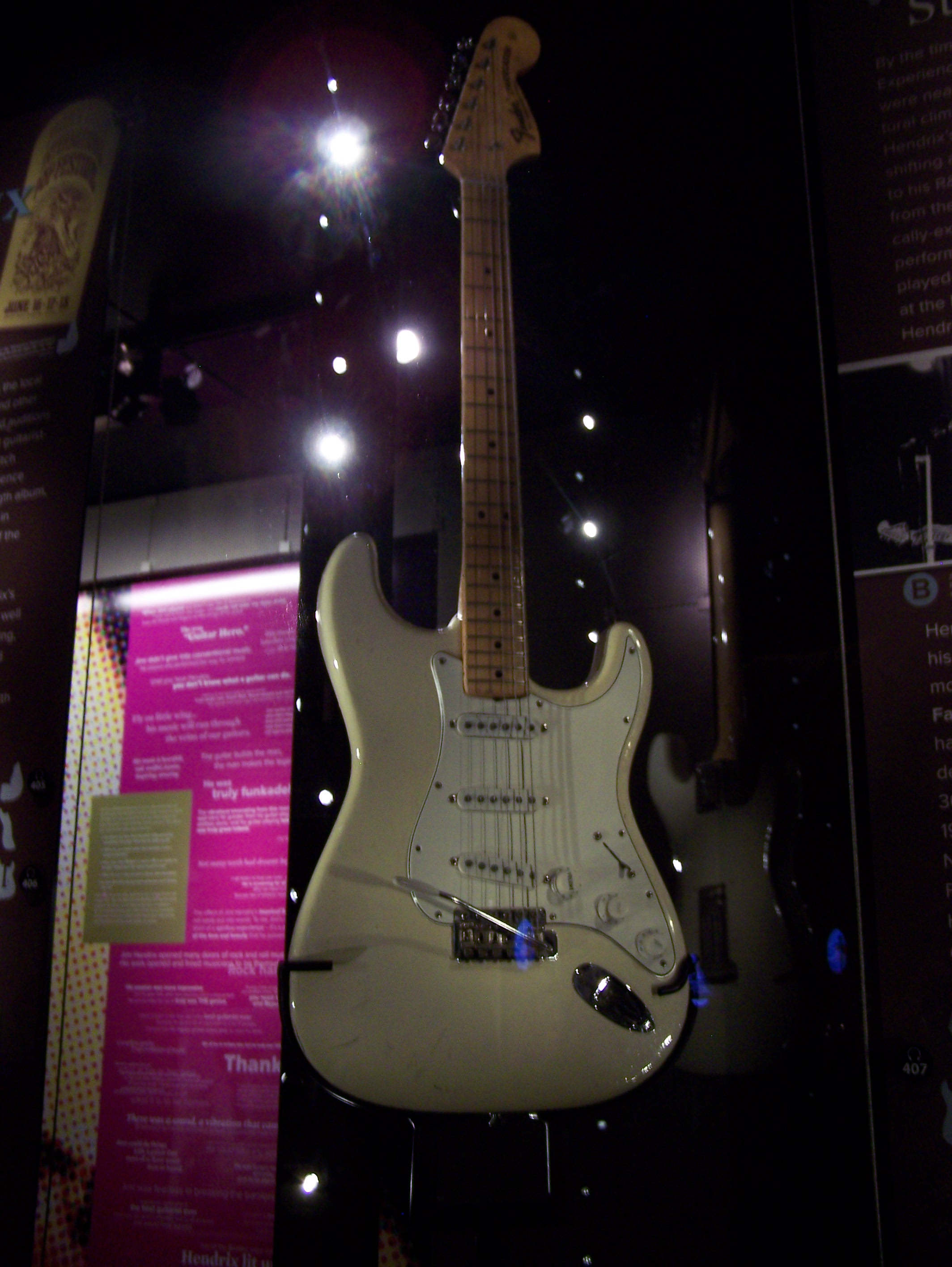
Kytara Fender Stratocaster Jimiho Hendrixe z Woodstocku.

Woodstock (Celým názvem Woodstock Music & Art Fair s podtitulem An Aquarian Exposition: 3 Days of Peace & Music) byl hudební festival konající se ve Spojených státech amerických jihozápadně od stejnojmenného městečka. Jeho první ročník proběhl od pátku 15. srpna do pondělí 18. srpna 1969. První ročník festivalu byl považován za jeden z největších a klíčových okamžiků v historii populární hudby. Časopis Rolling Stone jej zařadil mezi 50 momentů, které změnily historii Rock and rollu. Za zakladatele festivalu jsou považováni Michael Lang, John P. Roberts, Joel Rosenman a Artie Kornfeld. Festivalu se zúčastnilo mnoho legendárních umělců a kapel jako Jimi Hendrix, Janis Joplin, Jefferson Airplane, The Who, Santana nebo Country Joe and the Fish.
Festival se původně měl konat ve Woodstocku, kde provozoval Alexander Tapooz nahrávací studio, ale po protestech místních obyvatel bylo nutno hledat nové místo. Pořadatelé jednali s městem Walkill, ale byli odmítnuti pod záminkou, že nezajistili dostatek mobilních toalet. Nakonec poskytl pro festival farmář Max Yasgur svůj pozemek v katastru městečka Bethel (na místě festivalu je dnes Bethel Woods Center for the Arts), asi 70 km od Woodstocku.
Organizátoři původně odhadli počet účastníků na šedesát tisíc, ale v předprodeji se prodalo více než 180 000 vstupenek po osmnácti dolarech a na místo konání festivalu vyrazilo okolo milionu lidí. Silnice v okruhu 20 km od festivalové louky byly zcela ucpány, mnoho návštěvníků uposlechlo výzev policie a vrátilo se domů. Nakonec se na festival dostalo podle oficiálních zdrojů přes 400 000 lidí (různé odhady kolísají mezi 150 000 a 700 000). Vzhledem k nečekané záplavě diváků pořadatelé rezignovali na kontrolu vstupenek a vyhlásili volný vstup na festival.
Akce byla poznamenána letními bouřkami, které proměnily festivalový areál v bažinu. Panoval chaos, nedostatek jídla, pití a hygienických zařízení, improvizovanou samosprávu organizovali příslušníci komuny Hog Farm, díky nimž se podařilo zabránit nejhoršímu. Během festivalu zemřeli dva účastníci, jeden na předávkování drogami a jednoho ve spánku přejel traktor. V průběhu akce se také narodily dvě děti.
Hlavními ideami hnutí „květinových dětí“ hippies, již tvořili značnou část účastníků festivalu, byly mír, láska a porozumění. Proto se Woodstock zapsal jako protest hippies proti válce ve Vietnamu a proti konzervativním hodnotám.
Na počest a na památku prvního ročníku se konal festival na 10. výročí (v roce 1979), na 20. výročí (1989), na 25. výročí (1994) a na 30. výročí (1999).

## Plánování a přípravy
Woodstock byl zahájen díky úsilí Michaela Langa, Artieho Kornfelda, Joela Rosenmana a Johna P. Robertse. Roberts a Rosenman projekt financovali. Lang měl určité zkušenosti jako promotér, neboť předchozí rok na východním pobřeží spolupořádal Miami Pop Festival, na kterém se dvoudenní akce zúčastnilo odhadem 25 000 lidí.
Na začátku roku 1969 byli Roberts a Rosenman newyorští podnikatelé, kteří byli v procesu budování Mediasoundu, komplexu nahrávacích studií na Manhattanu. Právník Langa a Kornfelda, Miles Lourie, který vykonával právní služby pro projekt Mediasound, jim navrhl, aby kontaktovali Robertse a Rosenmana ohledně financování podobného, ale mnohem menšího studia, které chtěl Lang postavit ve Woodstocku ve státě New York. Roberts a Rosenman nebyli návrhem „Studio v lese“ přesvědčeni, a místo toho navrhli koncert s umělci, kteří byli známí svou přítomností v oblasti Woodstocku, jako Bob Dylan a The Band. Kornfeld a Lang s novým plánem souhlasili a v lednu 1969 vznikla společnost Woodstock Ventures. Kanceláře společnosti se nacházely v neobvykle vyzdobeném patře na adrese 47 West 57th Street na Manhattanu. Burt Cohen a jeho designérská skupina Curtain Call Productions dohlíželi na psychedelickou proměnu kanceláře.
Od začátku existovaly mezi čtyřmi zakladateli rozdíly v přístupu. Roberts byl disciplinovaný a věděl, co je potřeba k úspěchu projektu, zatímco uvolněný Lang viděl Woodstock jako nový, „odlehčený“ způsob, jak spojit podnikatele. Když Lang nedokázal najít místo pro koncert, Roberts a Rosenman, stále více znepokojení, vyrazili na cestu a našli vhodné místo. Podobné rozdíly ohledně finanční disciplíny vedly Robertse a Rosenmana k úvahám, zda projekt zastavit nebo do něj dále investovat.
V dubnu 1969 se Creedence Clearwater Revival stali první skupinou, která podepsala smlouvu na vystoupení, a souhlasili, že zahrají za 10 000 dolarů (což odpovídá 86 000 dolarům v roce 2024. Pořadatelé měli potíže získat kapely velkých jmen, dokud se Creedence nezavázali k účasti. Bubeník Creedence Doug Clifford později poznamenal: „Jakmile Creedence podepsali, všichni ostatní se seřadili a přišly všechny ostatní velké kapely.“ Vzhledem k jejich začátku v 0:30 a vynechání z filmu Woodstock (na naléhání frontmana Creedence Johna Fogertyho) členové skupiny vyjádřili ohledně svých zkušeností s festivalem určitou hořkost.
Woodstock byl původně zamýšlen jako ziskový podnik. Stal se „bezplatným koncertem“, když okolnosti zabránily pořadatelům nainstalovat ploty a pokladny před prvním dnem. Vstupenky na třídenní akci stály 18 dolarů v předprodeji a 24 dolarů na místě (což odpovídá přibližně 150 a 210 dolarům dnes). Vstupenky byly k dispozici pouze v obchodech s hudebními nahrávkami v širší oblasti New Yorku nebo poštou prostřednictvím poštovní přihrádky na poště Radio City Station, která se nacházela ve čtvrti Midtown Manhattan. Prodalo se přibližně 186 000 vstupenek v předprodeji. Pořadatelé očekávali, že se festivalu zúčastní přibližně 50 000 návštěvníků.

## Vystupující umělci
| Richie Havens       | 17:07 – 19:00 |                                          |
| Swami Satchidananda | 19:10 – 19:20 | Pronesl úvodní řeč / vyvolání festivalu. |
| Sweetwater          | 19:30 – 20:10 |                                          |
| Bert Sommer         | 20:20 – 21:15 |                                          |
| Tim Hardin          | 21:20 – 21:45 |                                          |
| Ravi Shankar        | 22:00 – 22:35 | Hrál v dešti.                            |
| Melanie             | 22:50 – 23:20 |                                          |
| Arlo Guthrie        | 23:55 – 00:25 |                                          |
| Joan Baez           | 00:55 – 02:00 | Byla v šestém měsíci těhotenství.        |

| Quill                                   | 12:15 – 12:45 |                                                                                    |
| Country Joe McDonald                    | 13:00 – 13:30 | Joe později vystupuje s Country Joe and the Fish.                                  |
| Santana                                 | 14:00 – 14:45 |                                                                                    |
| John Sebastian                          | 15:30 – 15:55 |                                                                                    |
| Keef Hartley Band                       | 16:45 – 17:30 |                                                                                    |
| The Incredible String Band              | 18:00 – 18:30 |                                                                                    |
| Canned Heat                             | 19:30 – 20:30 |                                                                                    |
| Mountain                                | 21:00 – 22:00 |                                                                                    |
| Grateful Dead                           | 22:30 – 00:05 | Během jejich vystoupení došlo k problémům s aparaturou, která ve vlhku zkratovala. |
| Creedence Clearwater Revival            | 00:30 – 01:20 |                                                                                    |
| Janis Joplin with The Kozmic Blues Band | 02:00 – 03:00 |                                                                                    |
| Sly and the Family Stone                | 03:30 – 04:20 |                                                                                    |
| The Who                                 | 05:00 – 06:05 |                                                                                    |
| Jefferson Airplane                      | 08:00 – 09:40 | Na pódiu bývalý člen Jeff Beck Group, klávesista Nicky Hopkins                     |

| Joe Cocker and The Grease Band      | 14:00 – 15:25 | Poté, co Joe Cocker vystoupil, bouře narušila průběh na několik hodin.                              |
| Country Joe and the Fish            | 18:30 – 20:00 | |
| Ten Years After                     | 20:15 – 21:15 | |
| The Band                            | 22:00 – 22:50 | |
| Johnny Winter                       | 00:00 – 01:05 | |
| Blood, Sweat & Tears                | 01:30 – 02:30 | |
| Crosby, Stills, Nash & Young        | 03:00 – 04:00 | Skupina hrála akustickou a elektrifikovanou sadu písní. Neil Young vynechal většinu akustické sady. |
| Paul Butterfield Blues Band         | 06:00 – 06:45 | |
| Sha Na Na                           | 07:30 – 08:00 | |
| Jimi Hendrix / Gypsy Sun & Rainbows | 09:00 – 11:10 | Zůstalo 20 000 lidí.                                                                                |

## Odraz v České republice
V Česku byl v letech 2006–2008 uspořádán festival pod názvem Domažlický Woodstock. Navíc se v Trutnově pravidelně konal festival, jenž býval označován za „Východočeský Woodstock“.
Pod názvem Woodstock vzniká v ČR několik dalších festivalů, např. Borkovanský Woodstock.

## Odraz v kultuře
Ačkoli na samotném festivalu pořadatelé prodělali, značné příjmy měli z prodeje trojdeskového kompletu písní z festivalu Woodstock: Music from the Original Soundtrack and More (Atlantic Records 1970, českou verzi vydal Supraphon roku 1976) a dokumentárního filmu, který natočil Michael Wadleigh a obdržel Oscara pro nejlepší dokument. Festival inspiroval písně Joni Mitchell Woodstock a skupiny Mountain For Yasgur's Farm. V roce 2009 natočil režisér Ang Lee hudební komedii s názvem Zažít Woodstock, která pojednává o tomto hudebním festivalu.
V roce 2008 bylo na místě konání festivalu zřízeno muzeum.